# Poeoptera lugubris
Poeoptera lugubris là một loài chim trong họ Sturnidae.